# Air France-KLM

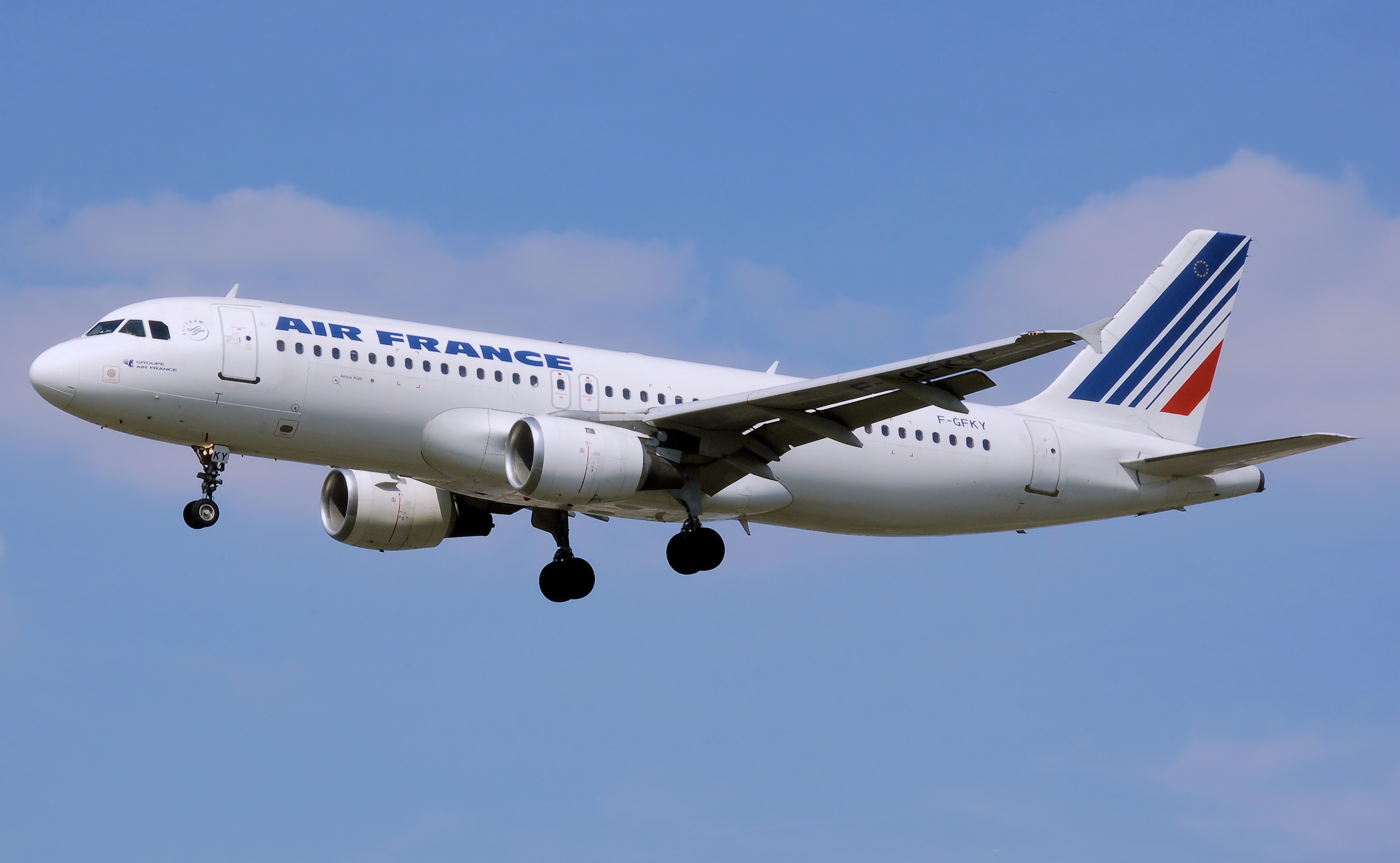
Air France Airbus A320-200

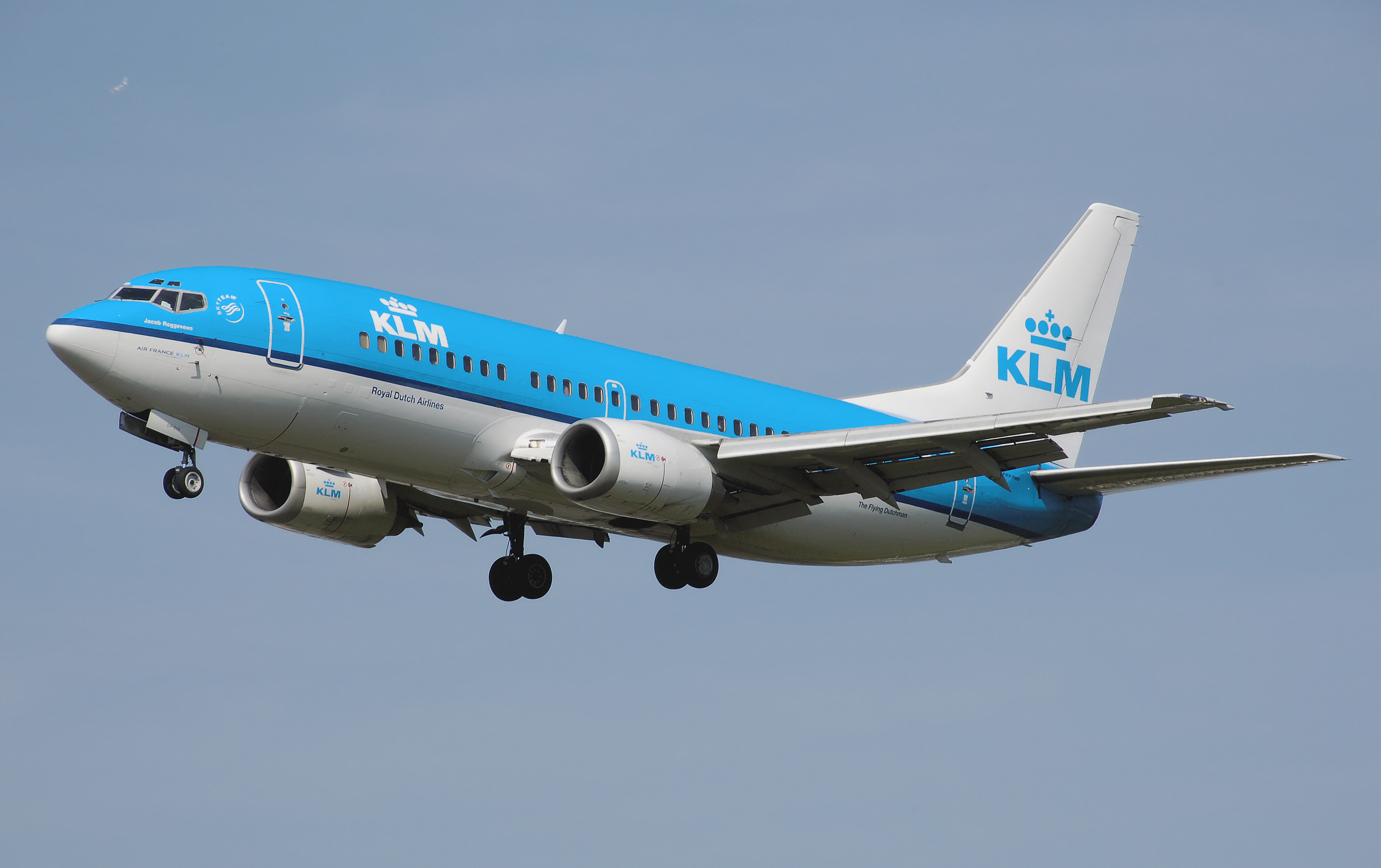
KLM Boeing 737-300.

Air France-KLM — європейська холдингова авіакомпанія. Штаб-квартира знаходиться в аеропорту імені Шарля де Голля, недалеко від Парижу.
Авіакомпанія є найбільшою у світі з точки зору обсягу виручки та третьою у світі з точки зору кількості пасажиро-кілометрів і розміру пасажирського флоту.
Директором компанії на сьогодні є Жан-Кирило Спінетта.
Air France-KLM — член об'єднання SkyTeam. Компанія є родоначальником бонусної програми Flying Blue. 
В даний момент ведеться планова купівля акцій Alitalia. У недалекому майбутньому вона може приєднатися до альянсу.

## Склад компанії
Компанія Air France-KLM є власником таких компаній, як:
- Air France (включаючи Régional і Brit Air)
- KLM (разом з KLM Cityhopper)
- Transavia
- CityJet
- VLM Airlines

Також у компанії є пакети акцій компаній Martinair, Kenya Airways (26 відсотків) і Alitalia (25 відсотків). У січні 2013 року холдинг почав переговори про викуп решти 75 відсотків Alitalia.

## Історія
Air France-KLM була заснована 5 травня 2004 року шляхом злиття компаній Air France і KLM.
В результаті угоди, уряд республіки Франція отримав 54,4 % акцій компанії.
Компанія котирується на біржі Euronext-Paris : Euronext Paris: AF
.

## Фінансові показники
Виручка Air France-KLM за 2008-2009 фінансовий рік (закінчився у березні) — $23,97 млрд (скоротилася на 0,6 %). Чистий збиток Air France-KLM за 2008-2009 фінансовий рік досяг €814 млн (або $1,1 млрд), ставши першим збитком за 12-місячний період з моменту формування франко-голландського альянсу в 2003 році. У 2007-2008 чистий прибуток - €756 млн.